# Contrat première embauche
Der Contrat Première Embauche,  abgekürzt CPE, dt. Vertrag bei Ersteinstellung, war in Frankreich Teil der Umsetzung des Flexicurity-Konzepts der Europäischen Union und sollte einen weiteren Typus von Arbeitsverträgen einführen. Das Gesetz wurde am 10. Februar 2006 von der Nationalversammlung ratifiziert und unter dem Druck eines landesweiten Schüler- und Studentenprotestes am 7. April von der Regierung zurückgezogen.
Am 16. Januar 2006 hatte der Premierminister Dominique de Villepin das Gesetz angekündigt. Dieser Vertrag wäre anwendbar auf Arbeitnehmer unter 26 Jahren in Unternehmen mit mehr als 20 Mitarbeitern gewesen. Während der ersten zwei Jahre des Arbeitsverhältnisses hätte der Angestellte ohne Begründung und ohne Vorwarnung entlassen werden dürfen.
Im Gegensatz zum Contrat nouvelle embauche (CNE), der sich nur an kleine und mittlere Unternehmen richtet, hätte der CPE allen Unternehmen offengestanden. Er wäre begleitet von einer dreijährigen Freistellung des Arbeitgebers von allen Lohnnebenkosten gewesen.
Der CPE war Teil des Gesetzentwurfs Loi pour l’égalité des chances (französisch: „Gesetz für Chancengleichheit“). Laut UMP sollte er auch eine Reaktion auf die Unruhen in Frankreich 2005 darstellen, ohne Kündigungsschutz sollen mehr Jobs für Jugendliche und junge Erwachsene besonders in den Vorstädten entstehen.
Der Änderungsantrag, welcher den Contrat Première Embauche in den Entwurf einfügte, wurde von der französischen Nationalversammlung in der Nacht vom 8. auf den 9. Februar 2006 in einer Marathonsitzung beschlossen. Der ganze Entwurf wurde am 10. Februar von der Nationalversammlung ohne Abstimmung ratifiziert, da nicht innerhalb des Zeitrahmens von 24 Stunden nach Anwendung des „49.3“ („quarante-neuf-trois“, Artikel 49, Absatz 3 der Verfassung = Beschluss einer Gesetzesvorlage durch die Assemblée nationale ohne Abstimmung) durch den Premierminister am 9. Februar ein Misstrauensantrag eingereicht wurde. Die Nationalversammlung kann sich einem 49/3 nur widersetzen, indem sie innerhalb von 24 Stunden einen Misstrauensantrag einreicht und die Regierung infolge des Misstrauensantrages stürzt.
Laut einer Umfrage des CSA-Instituts für die Zeitung Le Parisien vom 30. März 2006 war die große Mehrheit der Franzosen (83 %) für eine Rücknahme des CPE.
Es kam seit März zu landesweiten Massendemonstrationen, Protesten und teilweise Besetzungen von Institutionen und Universitäten durch Jugendliche und Studenten, etwa der Sorbonne, die von der Polizei gewaltsam geräumt wurde.
Am 7. April 2006 gab die französische Regierung schließlich nach den anhaltenden Protesten bekannt, sie werde das Gesetz „sofort“ zurückziehen und durch eine Neuregelung ersetzen, an dessen Ausgestaltung Arbeitgeberverbände und Gewerkschaften beteiligt werden würden.

## Ausgestaltung des CPE
Wie beim Contrat nouvelle embauche wird dem Unternehmer die Möglichkeit gegeben, seinen Angestellten während der Dauer einer Probezeit ohne jeglichen Grund zu kündigen. Als Ausgleich steht einem Gekündigten eine Abfindung von 8 % der Summe des bis zur Kündigung erhaltenen Gesamtlohnes zu, nach mehr als 4 Monaten Betriebszugehörigkeit zusätzlich zwei Monate lang eine Beihilfe von 490 Euro pro Monat. Die Abfindung muss vom Arbeitgeber getragen werden und braucht vom Arbeitnehmer nicht versteuert zu werden, für die Beihilfe kommt der Staat auf. Anzumerken ist, dass eine Kündigung in diesem Falle juristisch gesehen eben keine Kündigung, sondern nur eine Beendigung der Probezeit darstellt. Dies erklärt den Charakter der einseitigen Kündigungsmöglichkeit ohne jegliche Begründung oder Vorwarnung. Die Kündigung bedarf allerdings einer Vorwarnung, wenn die Arbeitsverhältnisse mehr als einen Monat gedauert haben.
Praktika und befristete Arbeitsverhältnisse werden auf die zweijährige Probezeit voll angerechnet, so sie in derselben Firma erfolgt sind. Auch befristete Arbeitsverhältnisse können als Contrat Première Embauche gestaltet werden.

Ein Jugendlicher, welcher über einen solchen Vertrag eingestellt wurde, hat ab dem zweiten Monat Betriebszugehörigkeit das Recht auf 20 Stunden Weiterbildung pro Jahr. Unklar ist, wie ein Angestellter dieses Recht durchsetzten soll.
Alle 18- bis 25-jährigen als CPE Angestellten haben Anrecht auf den sogenannten Locapass. Dieser erleichtert es eine Wohnung zu mieten, indem die Kaution für die Wohnung als Darlehen zur Verfügung gestellt sowie eine Bürgschaft über bis zu 18 Monatsmieten übernommen wird.
Ein CPE ist juristisch ein unbefristeter Arbeitsvertrag. Der französische Premierminister Dominique de Villepin und Baudouin Prot, Vorsitzender der Vereinigung der französischen Banken, betonen, dass dieser Arbeitsvertrag auch den Zugang zu Bankkrediten erlaubt. Dennoch brauchen Banken und andere Kreditvergeber keine Begründung für eine Ablehnung eines Kredits an Angestellte mit einem CPE-Vertrag.

## Reaktionen

### Kontra

#### Kirche
Der Erzbischof von Dijon, Roland Minnerath, bezeichnete das Vorhaben als Angriff auf die Rechte des Einzelnen.

#### Gewerkschaften
Die Gewerkschaften verurteilen die Unsicherheit, welche der CPE schafft, sowie die Aushöhlung des Arbeitsrechts. Sie bemängeln die Behandlung von Arbeitern als „Wegwerf-Objekte“ (salarié jetable).
Standpunkt der Gewerkschaft Confédération française démocratique du travail (CFDT):
Einen prekären Arbeitsvertrag speziell für Jugendliche zu entwickeln, stellt eine seltsame Wahrnehmung von Generationengerechtigkeit dar. Es ist nichts anderes als eine altersabhängige Diskriminierung, die dem, was Jugendliche an sozialem Zusammenhalt erwarten dürfen vollkommen entgegensteht. Jugendliche haben das gleiche Recht auf Berücksichtigung wie alle anderen Angestellten.
Standpunkt der Gewerkschaft Union syndicale Solidaires:
Diese Maßnahme wird die Arbeitslosigkeit nicht verringern, auch wenn Villepin das behauptet. Die Einstellungsbremse befindet sich nicht im Inhalt unserer Arbeitsverträge: Firmen stellen nur dann Personal ein, wenn sie es auch brauchen! Der CPE wird alle anderen Arbeitsverträge zurückdrängen. Denn wenn man Unternehmen einfache Wegwerf-Arbeitskräfte anbietet, werden junge Arbeitskräfte bald zwei Jahre lang erpresst werden, da die Arbeitgeber nie genug haben können! (Pressemitteilung vom 26. Januar 2006).
Standpunkt der Gewerkschaft Confédération générale du travail (CGT):
Die CGT befürchtet die Erpressung von Beschäftigten zu Überstunden und unbezahlter Mehrarbeit zu Zwecken der Gewinnmaximierung, wenn Arbeitgeber ihren Angestellten ohne Grund kündigen können.
Die Gewerkschaft Confédération nationale du travail (CNT) schreibt in einem Flugblatt:
Dieser neue Vertrag erlaubt es […], die Angestellten dem Willen ihres Bosses vollkommen zu unterwerfen. Die Geschäftsführer können jetzt Leute einstellen wie es ihnen gerade passt, ohne sich mit den „Schikanen“ wie Kündigungsfristen, Begründungen von Kündigungen oder Abfindungen befassen zu müssen. Dazu kommt: Wie soll man es wagen, seine Rechte in Anspruch zu nehmen und sich zu verteidigen, wenn man von einem Tag auf den anderen einfach so gefeuert werden kann?

#### Studentengewerkschaften und Jugendorganisationen

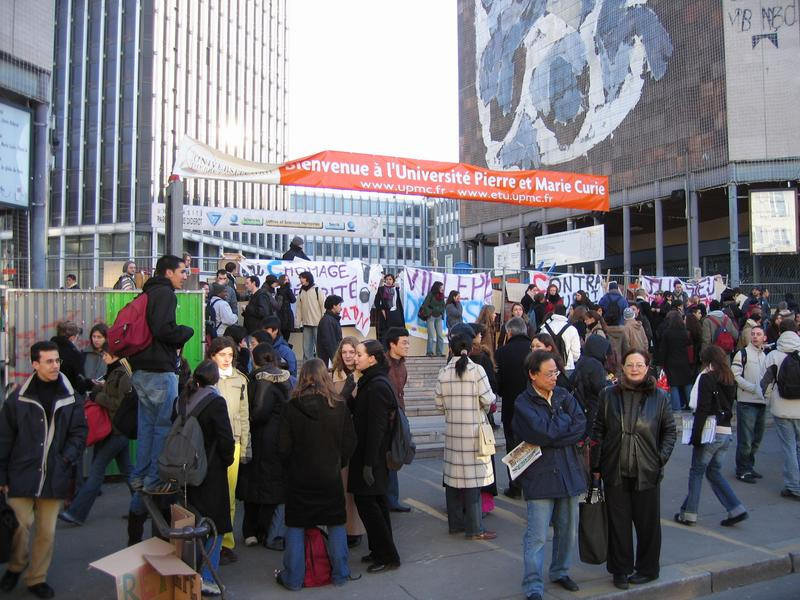
Protest gegen den CPE: Blockade des Pariser Universitätscampus Jussieu

In einer gemeinschaftlichen Anstrengung haben sich verschiedene Jugendorganisationen (Angestelltengewerkschaften, Studentengewerkschaften, politische und kulturelle Gruppierungen wie die UNEF, Jeunes CGT, MJS, MJCF, UEC, Fédération SUD Étudiant, UNL, JCR, PRS jeunes, UNSA jeunes, JRG, Jeunes Verts und die Fédération Léo Lagrange) zusammengeschlossen und zur Bildung lokaler Protestgruppen aufgerufen.
Zwei weitere Studentenorganisationen (Confédération étudiante (Cé) und FAGE) protestieren ebenfalls gegen den CPE, haben sich dem Bündnis allerdings nicht angeschlossen.
Nach den Protesten vom 7. März hat der Präsident der UNEF alle Universitäten aufgefordert, sich dem Streik anzuschließen.

#### Politische Parteien
Standpunkt der Parti socialiste (PS):
Dieser neue Vertrag ist keine neue Chance für die Jugendlichen, sondern stellt nichts anderes als ein weiteres Geschenk an die Unternehmen dar, welche jetzt ohne Begründung ihre Angestellten loswerden können. Sollte der CPE beschlossen werden, dann wird er nicht nur die unbefristeten Arbeitsverträge, sondern auch die Zeitverträge ersetzen. Und zwar ohne irgendeine Auswirkung auf die Arbeitslosigkeit.
Standpunkt der Parti communiste français (PCF):
Die Regierung Villepin und die MEDEF täuschen nur vor, sich um das Problem der Jugendarbeitslosigkeit zu kümmern, welches in Frankreich besonders gravierend ist, indem sie die Unsicherheit von allem und jedem betont und Arbeitgeber von Sozialversicherungsbeiträgen freistellt. Mit den Contrat nouvelle embauche und dem CPE stehen die Rechte der Arbeitnehmer noch stärker unter Beschuss. (CN vom 24. Februar 2006)
Standpunkt der Union pour la démocratie française (UDF):
Die UDF stellt sich gegen den CPE. François Bayrou kritisiert besonders, dass eine Kündigung keinerlei Rechtfertigung oder Begründung mehr bedarf. Bildungsminister Gilles de Robien hat sich trotzdem positiv zum CPE geäußert.
Standpunkt der Ligue communiste révolutionnaire (LCR):
Die LCR lehnt den CPE aus prinzipiellen Gründen ab, setzt auf eine außerparlamentarische Mobilisierung gegen diese und andere als neoliberale Angriffe von Kapital und Regierung empfundene Maßnahmen: jetzt ist der Augenblick, die Rechten, den Neoliberalismus und die UnternehmerInnen in die Knie zu zwingen; jetzt geht es darum, durch eine gemeinsame Mobilisierung aller Lohnabhängigen und Jugendlichen eine Politik zu stoppen, die auf Entlassungen, Prekarisierung und Repression setzt, und dieser illegitimen Regierung und ihrer reaktionären Politik ein Ende zu bereiten. (Resolution des Kongresses der LCR, 19.–22. Januar 2006)
Standpunkt der Lutte Ouvrière (LO):
Die LO geht von der Annahme aus, dass der CPE die Rechte der abhängig Beschäftigten zugunsten der Unternehmer beschneidet und zu einer weitergehenden Deregulierung der Arbeitsverhältnisse und zur Prekarisierung der Lebenssituation gerade junger Arbeiter beiträgt. Stoppen lasse sich der CPE durch die Mobilisierung der von diesen Maßnahmen Betroffenen, der „Druck der Straße“ könne die Regierung zur Rücknahme von CPE und CNE zwingen.

### Pro

#### Arbeitgeberverbände

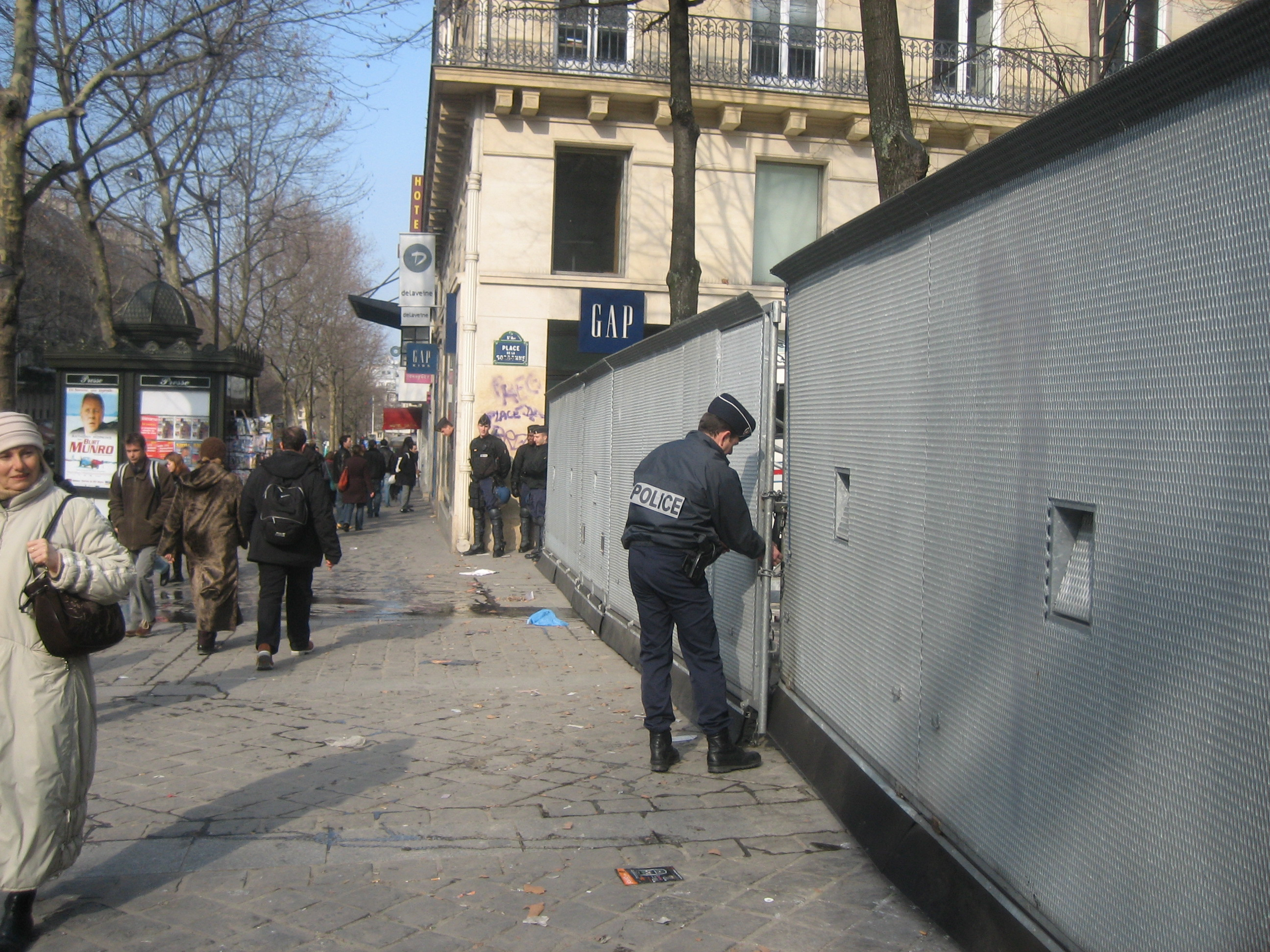
Absperrungen am Place de la Sorbonne

Der Arbeitgeberverband MEDEF hat die Schaffung des CPE mit der Begründung begrüßt, dass es keine Altersbeschränkung gebe. Dominique de Villepin wird mit den Worten zitiert, dass „ein Unternehmen, welches zwei Jahre lang in einen Jugendlichen investiert hat, sich nicht einfach so von ihm trennen wird.“
„Das Leben, die Gesundheit, die Liebe ... alles ist riskant. Warum sollte es der Arbeitsplatz nicht sein?“ Laurence Parisot, Arbeitgeberverband MEDEF, 9/2005
Jean-François Roubaud, Präsident des Verbandes mittelständischer Arbeitgeber (CGPME), beglückwünscht die Regierung dazu, die Belebung des Arbeitsmarktes zu fördern, statt der sozialen Beihilfen.

#### Jugendorganisationen
Die Jeunes Populaires, die Jugendorganisation der regierenden UMP, stimmt der Position des Arbeitgeberverbandes MEDEF zu. Die Studentengewerkschaft UNI unterstützt den CPE als „einen unbefristeten Vertrag“ und „einen echten sozialen Fortschritt“ im Bezug auf Abfindungen, wenn der Arbeitsvertrag gekündigt wird.

#### Politische Parteien
Die regierende Union pour un Mouvement Populaire unterstützt mit allen ihren Mitteln dieses für sie essenzielle Gesetz. Auch die rechtsextreme Front National hatte sich grundsätzlich positiv über das Vorhaben geäußert.

## Landesweite Proteste

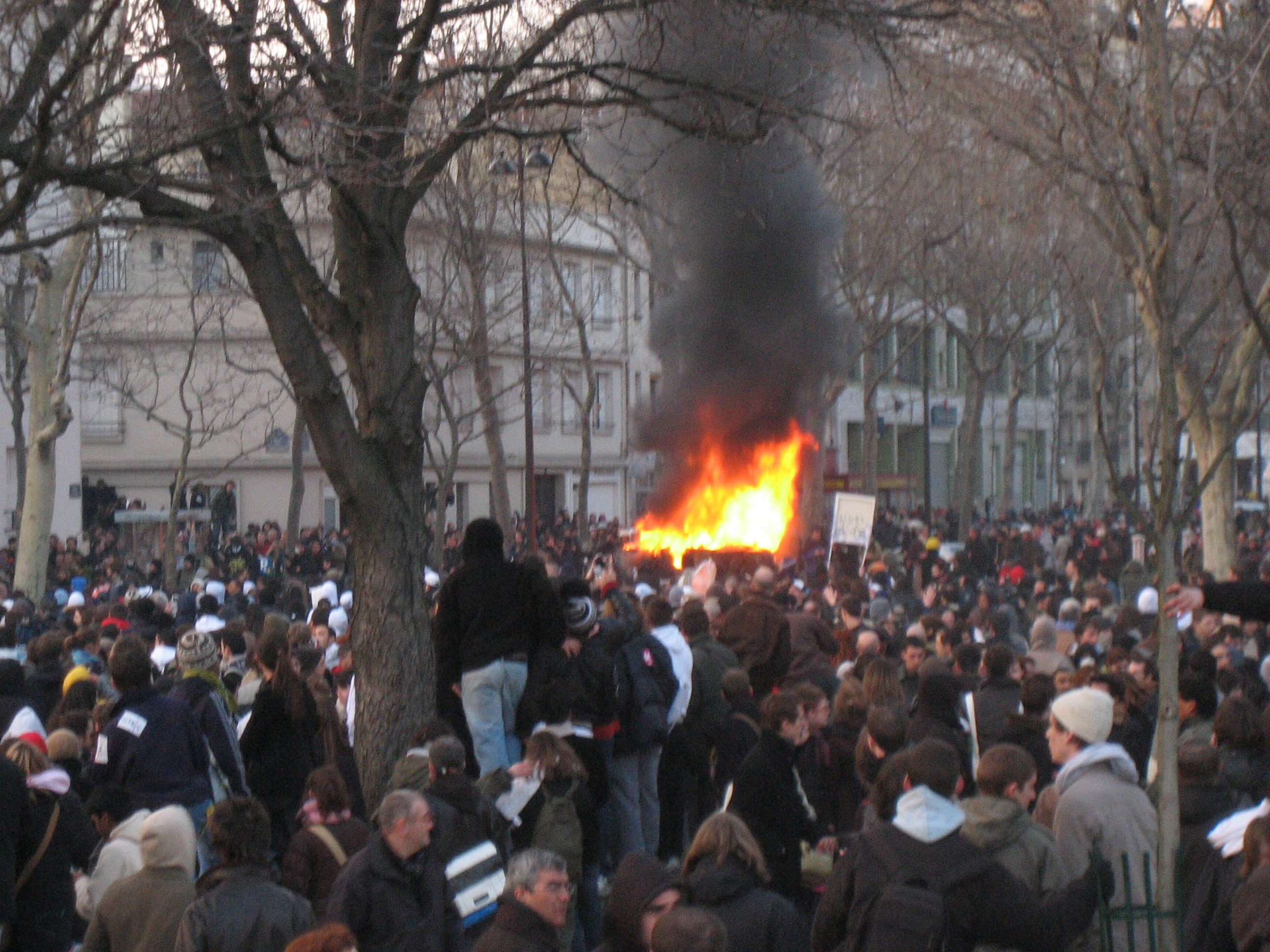
Ausschreitungen Place de la Nation am 18. März

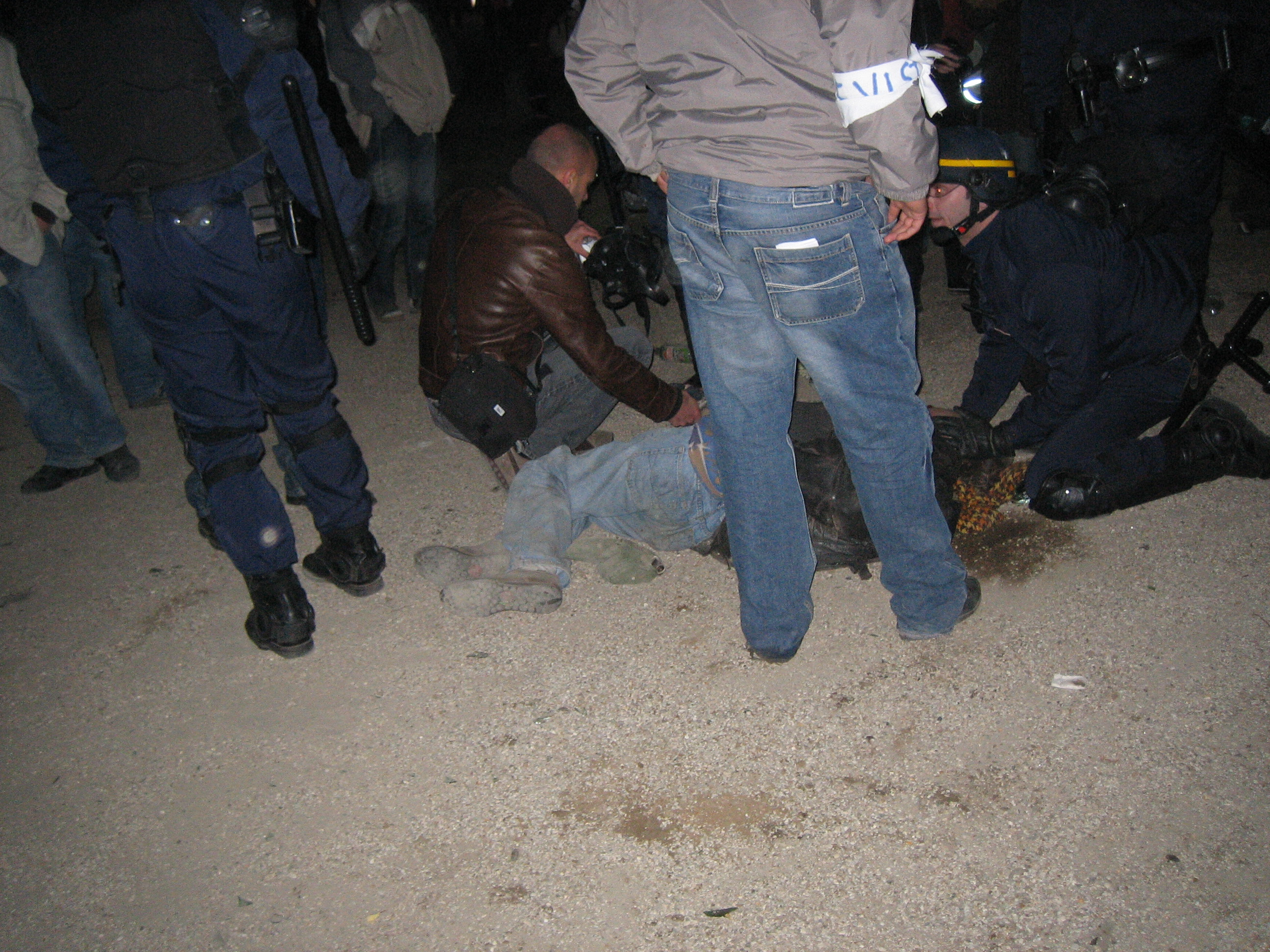
Der Gewerkschafter Cyril Ferez wird auf der Place de la Nation in Auseinandersetzung mit der Polizei schwer verletzt

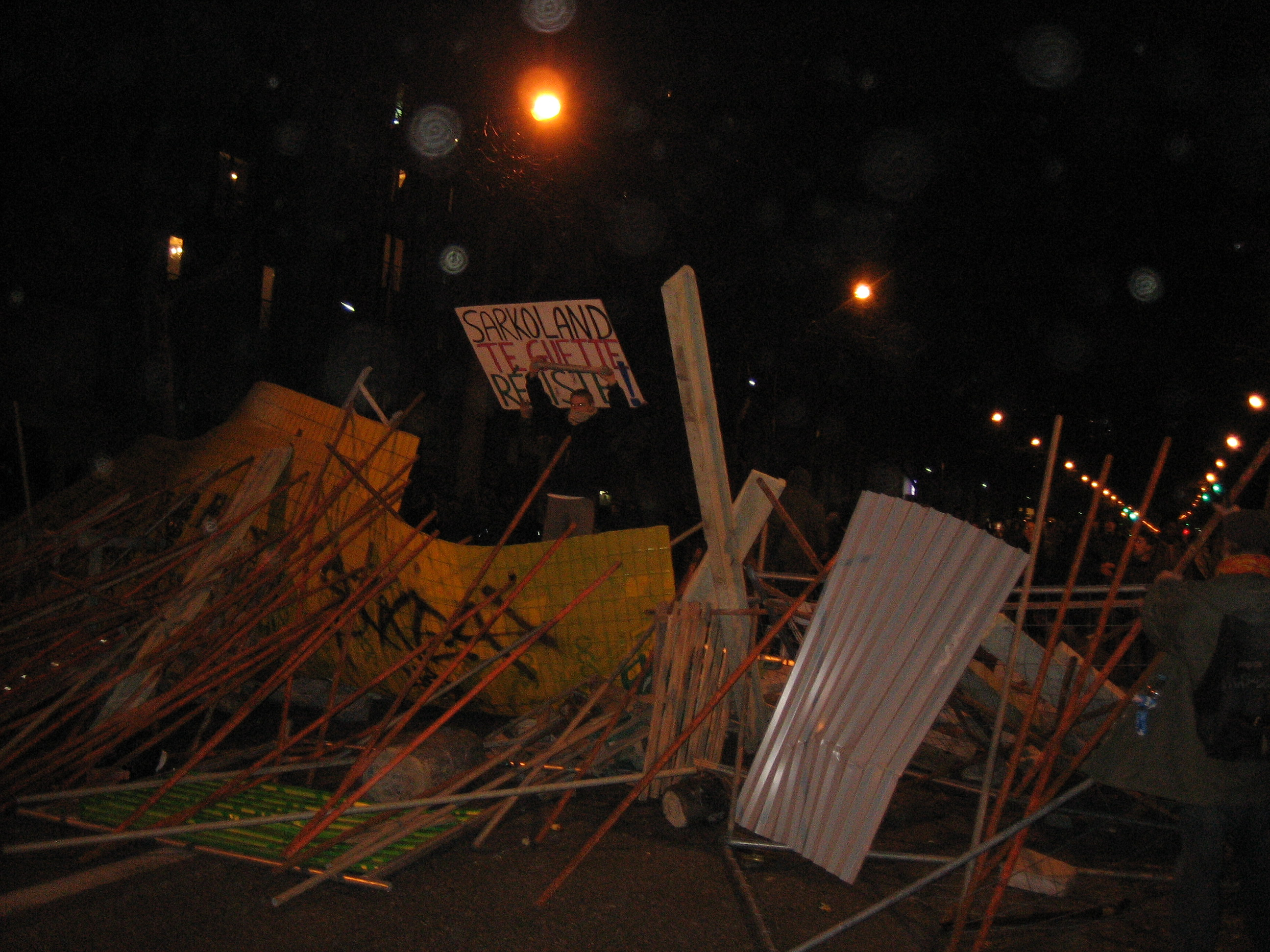
Barrikaden in einem angrenzenden Viertel im Osten von Paris nach Auflösung der Demonstration am 18. März

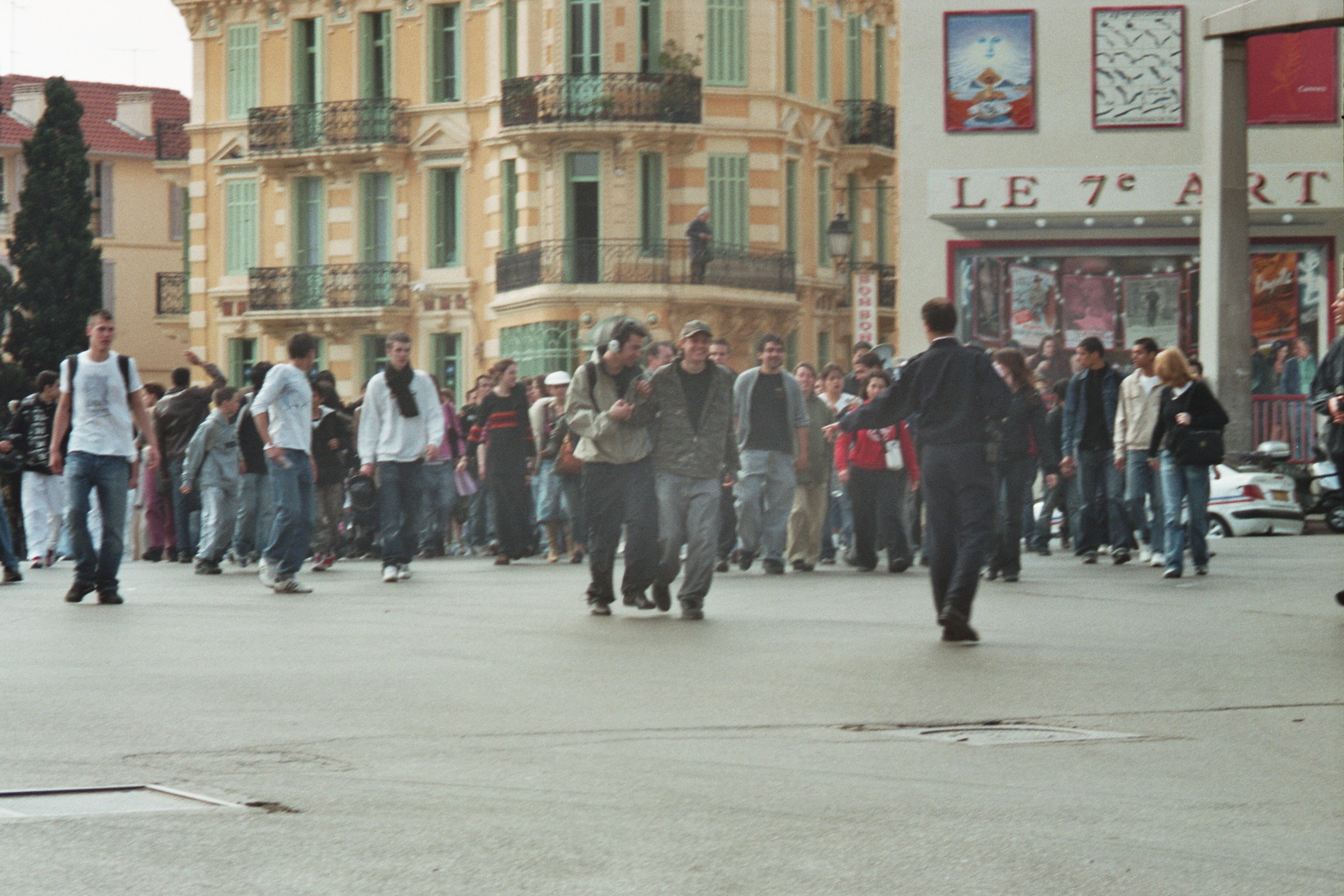
Jugendliche demonstrieren am 31. März in Cannes und blockieren kurzzeitig den Verkehrsknotenpunkt „Place du 18 juin“

Protestaktionen, Besetzungen und Streiks finden landesweit an 64 der 84 Universitäten statt. Auch die Präsidenten einiger Universitäten (Nantes, Toulouse) haben sich hinter die Studenten gestellt und in offenen Briefen den Premierminister dazu aufgefordert den CPE zurückzuziehen.
- Am 7. Februar 2006 kam es in Frankreich landesweit zu Protesten und Demonstrationen gegen das neue Gesetz, an welchen sich zwischen 220.000 und 400.000 Personen beteiligten.

- Am 7. März sind in ganz Frankreich neue Proteste aufgeflammt, an welchen sich zwischen 400.000 (Polizeiangabe) und 1.000.000 Menschen (Gewerkschaftsangaben) teilgenommen haben.

- Am Abend des 8. März wird ein Gebäude der Sorbonne von bis zu 200 teilweise randalierenden Studenten besetzt, bis zu 800 weitere protestieren davor. Das Gebäude wird in der Nacht vom 10. auf den 11. März von Einheiten der CRS geräumt. Die Polizisten, welche aus dem Gebäude heraus mit Stühlen und Feuerlöschern beworfen werden, setzen Schlagstöcke und Tränengas ein. 31 Polizisten und ein Student werden verletzt. 11 Personen werden festgenommen. Einige Beobachter verglichen danach die Stimmung mit derer während der Mai-Unruhen von 1968. Die Bilanz nach der Räumung: zerstörte Tische und Stühle, zerschlagene Scheiben, die Wände mit Parolen wie „Nous ne travaillons jamais“ („Wir werden niemals irgendwas arbeiten!“) beschmiert. Der stellvertretende Rektor Nicolas Boudot resümiert: „Die Uni-Besetzer haben nicht weniger als sechs Seminarräume, fünf Büros, zwei Vorlesungssäle und alle Getränkeautomaten zerstört.“ Darüber hinaus wurden 200 Türen zertrümmert und 65 Kellerräume verwüstet. Zusätzlich zum Sachschaden von bis zu einer Million Euro beklagt die Universität den Verlust fast eines Dutzends unersetzbarer, historischer Bücher, welche die Besetzer im Innenhof verbrannt haben.
- In der Nacht zum 15. März kam es nach einem Marsch auf die Sorbonne zu erneuten gewaltsamen Ausschreitungen, bei denen mindestens neun Demonstranten festgenommen und mindestens neun Beamte verletzt wurden.

- In der Nacht zum 17. März weiten sich die Studentenproteste erneut aus. Nach einem zunächst friedlichen Demonstrationszug von der Place d’Italie nach Sèvres-Babylone kam es zunächst zu Zusammenstößen zwischen Autonomen und der Polizei, wobei ein Zeitungsstand abgebrannt wurde. Später versammelten sich wieder Demonstranten vor der Sorbonne und forderten den Abzug der Polizei, die das Hauptgebäude und das umliegende Viertel weiter abgesperrt hielt. Bei Ausschreitungen an der Place de la Sorbonne wurden mehrere Geschäfte und Bars verwüstet und ein Buchladen angezündet, worauf die Polizei das ganze Viertel zwischen Sorbonne, Odéon und St. Michel räumte. Hierbei wurden etliche Personen festgenommen, die sich an den Verwüstungen beteiligt oder später in kleinen Gruppen Autos und Fensterscheiben zerstört haben sollen. Nach Angaben der Polizei handelte es sich bei den Festgenommenen nicht um Studenten, sondern um „autonome Krawallmacher“; 92 Polizisten sowie 18 Demonstranten wurden verletzt, 187 Protestierende festgenommen.

- Am Samstag, dem 18. März gingen in Frankreich zwischen 500.000 und 1,5 Millionen Menschen auf die Straße. Besonders hierbei war, dass erstmals sonst verfeindete Gewerkschaften miteinander demonstrierten. Alleine in Paris beteiligten sich zwischen 80.000 und 350.000 Menschen an einem Demonstrationszug von Denfert-Rochereau zur Place de la Nation. Auch an diesem Tag kam es wieder zu schweren Auseinandersetzungen mit der Polizei. Zunächst verlief die Pariser Veranstaltung friedlich, bis am Ende der Veranstaltung am Rand der Demonstration ein Auto angezündet wurde und die Fenster von zwei Geschäften zu Bruch gingen. Obwohl sich die Situation zunächst wieder beruhigt hatte, beschloss die Polizei die Demonstration gewaltsam aufzulösen, wobei auch friedliche Demonstranten verletzt wurden, insbesondere Cyril Ferez, der, wie später bekannt wurde, ins Koma fiel. Die aufgebrachte Menge wurde von dem Platz in Nebenstraßen getrieben, wo die Demonstranten brennende Barrikaden errichteten, weitere Autos anzündeten und zahlreiche Geschäfte zerstörten. Später verlagerte sich der Schwerpunkt wieder auf das Quartier Latin, wo die Polizei einen Sit-in von ca. 500 Studenten, die die Freigabe der Sorbonne forderten, gewaltsam auflöste. Es kam auch hier zu Ausschreitungen, bei denen die Absperrungen um die Sorbonne teilweise niedergerissen wurden. Es wurden 166 Demonstranten festgenommen, 17 Demonstranten und 7 Polizisten verletzt.
Die Gewerkschaften forderten die Regierung auf, das Gesetz innerhalb von 48 Stunden zurückzunehmen, und drohten mit einem Generalstreik.

- Am Wochenende vom 18./19. März fand in Dijon ein Treffen mit Vertretern der bestreikten Universitäten statt, bei dem die weiteren Aktionen landesweit koordiniert wurden.

- Am Dienstag, dem 21. März versammelten sich gegen 16 Uhr nach einem friedlichen Demonstrationszug in Paris, der von der Place d’Italie nach Port Royal führte, einige Demonstranten vor der Absperrung des Boulevard Saint Michel auf der Höhe der rue Soufflot. Es kam zu einigen kleineren Ausschreitungen, bei denen die Polizisten von Jugendlichen unter anderem mit Farbbeuteln und brennenden Matratzen beworfen wurden. Gegen 18:30 Uhr löste sich die Versammlung langsam wieder auf.

- Für den 28. März war ein nationaler Protesttag geplant worden, an dem landesweit mehr als 3 Millionen Menschen auf die Straße gingen, in Paris kam es abends wieder zu Krawallen. In Rennes wurde der Bahnhof besetzt, in Caen blockierten tausende Demonstranten die Präfektur des Regierungsbezirks Calvados mit Barrikaden, die Polizei setzte Tränengas ein.

- Am 5. April 2006 fand in Mulhouse zwischen 15 und 17 Uhr eine Großdemonstration mit mehreren tausend Teilnehmern statt, die völlig friedlich verlief.[1]

### Deutsch
- Artikel des Handelsblattes: Frankreichs Jugend demonstriert wegen Kündigungsschutz
- Artikel der Welt: Proteste gegen de Villepins Reformen
- Artikel der taz: Proteste gegen zwei Jahre Probezeit
- Artikel der FAZ: Polizei stürmt Sorbonne-Universität in Paris
- Artikel über den Protest bei Indymedia: 1 Million Menschen demonstrieren gegen CPE
- Telepolis am 17. März: Eskalation der Gewalt in Paris
- Hintergrundartikel bei Telepolis vom 13. März 2006: Proteste gegen Aufhebung des Kündigungsschutzes darin enthalten „Die Vorgeschichte des Contrat première embauche“
- Themenseite auf Labournet (Memento vom 16. Juni 2008 im Internet Archive)
- Telepolis am 29. März zu Strategien und Erfolgsaussichten der Kontrahenten: Nach dem Massenprotest
- Fotoessay auf photografree.net: CPE – Tränengas und Jimi Hendrix
- Émilie Schwan: La rupture conventionnelle: Die genehmigungsbedürftige Aufhebung des Arbeitsverhältnisses nach französischem Recht Köln, Univ.-Diss. 2016

### Französisch
- Weblog mit ausführlichen Berichten: Stop CPE (Memento vom 24. Februar 2006 im Internet Archive)
- Artikel in der französischsprachigen Wikipedia Contrat Nouvelle Embauche
- Artikel in der französischsprachigen Wikipedia zum Gesetzespaket Loi pour l'égalité des chances, in welchem der CPE enthalten ist
- Artikel in der französischsprachigen Wikipedia zur „Anti-CPE Bewegung“ Mouvement anti-CPE
- Veröffentlichung im Journal Officiel de la République Française, entspricht in etwa dem deutschen Bundesgesetzblatt: LOI no° 2006-396 du 31 mars 2006 pour l’égalité des chances (1)
- Umfrage des CSA-Instituts vom 30. März 2006 über die Haltung der Franzosen zum CPE
- Der Artikel 49, Absatz 3, der Verfassung